# The Grudge (saga)
The Grudge es el título de una saga de películas de terror estadounidenses producida por Ghost House Pictures y distribuida por Columbia Pictures (la actual Sony Pictures), basada en la saga japonesa Ju-on e iniciada por el director japonés Takashi Shimizu.
La saga The Grudge se basa en una maldición originada en una casa en Suginami, Tokio, cuando Takeo Saeki, convencido de que su esposa Kayako lo estaba engañando con otro hombre, la asesinó brutalmente, así como a su hijo Toshio y al gato de este, en un ataque de celos. Las distintas películas se centran en la maldición de la familia Saeki y las terribles consecuencias de todo el que entra en contacto con ella.

## La maldición
El título de las películas se podría traducir como El Rencor. La historia es una variante de la temática de la clásica casa embrujada, así como de una creencia popular en Japón, "el fantasma vengativo" (onryō). Según la maldición de The Grudge, cuando una persona muere víctima de una profunda e intensa ira, nace una maldición. La maldición se instala en el lugar donde esa persona ha muerto o en los sitios que frecuentaba, y allí se repite. Todo aquel que se tope con la maldición, ya sea por haber entrado en el lugar maldito o por entrar en contacto con alguien ya maldito, resulta fatalmente afectado por la maldición, lo cual supone el origen de una nueva maldición y que pueda propagarse como un virus, incluso a otros lugares. El desenlace de la maldición es, inexorablemente, la muerte.

## Historia
El éxito masivo a todos los niveles de la saga japonesa Ju-on hizo que esta se readaptase a los gustos occidentales en el remake titulado The Grudge (Takashi Shimizu, 2004), que retoma la historia de la trabajadora social Rika, en este caso renombrada Karen e interpretada por Sarah Michelle Gellar, dando lugar a dos secuelas más: The Grudge 2 (Takashi Shimizu, 2006) y The Grudge 3 (Toby Wilkins, 2009). La trama de estas últimas se desvinculaba de la original japonesa y se desarrolla entre Japón y Estados Unidos. En The Grudge 2 la hermana menor de Karen, Aubrey interpretada por Amber Tamblyn, es enviada a Japón por su madre para traer a Karen de regreso a casa. Para promocionar esta primera secuela se lanzó en Internet una triada de cortometrajes titulada Tales from the Grudge (Toby Wilkins, 2006), incluida también en la sección de "Características Especiales" del DVD del filme. En The Grudge 3 —película estrenada directamente en DVD— la hermana menor de Kayako, Naoko Kawamata, se desplaza a Chicago para acabar con la maldición. El 20 de marzo de 2014 se anunció que se estaba trabajando en una nueva entrega de la saga que supondría un reboot de la historia, escrita por Jeff Buhler y producida, como todas las películas anteriores de la saga, por Sam Raimi.

## Películas

### The Grudge (2004)
Karen (Sarah Michelle Gellar), una estudiante de intercambio americana, realiza trabajo social y vive con su novio Doug (Jason Behr) en Japón, Karen inocentemente acepta cubrir a Yoko (Yōko Maki), una enfermera que no se presentó para el trabajo. Cuando entra en la casa asignada, descubre una anciana estadounidense, Emma (Grace Zabriskie), que se pierde en un estado catatónico mientras que el resto de la casa parece desierta y desaliñada. Mientras ella está atendiendo a la anciana afectada, Karen escucha sonidos de rasguños en la parte de arriba. Cuando ella investiga, se enfrenta a una aparición sobrenatural y empieza a ser perseguida por los espíritus de los difuntos miembros de la familia Saeki. Dentro de esta casa, una cadena de terror se ha puesto en movimiento como resultado de los asesinatos trágicos que ocurrieron años antes. A medida que más personas mueren, Karen se ve envuelta en el ciclo del horror y aprende el secreto de la maldición vengativa que ha arraigado en esta casa mientras que al mismo tiempo está tratando de evitar que su novio se involucre. Más tarde Karen decide enfrentar la maldición y entrar a la casa por última vez, Karen decide quemar la casa y queda con un trauma causado por Kayako (Takako Fuji).
La película fue un éxito de taquilla importante, recaudando más de $ 180 millones en la taquilla, superando con creces las expectativas de los analistas de taquilla y los ejecutivos de Sony Pictures.

### The Grudge 2 (2006)
La segunda entrega fue lanzada el 13 de octubre de 2006 y se establece dentro de dos años después de la primera película y entre dos países. Sigue a Aubrey Davis (Amber Tamblyn), la hermana menor de Karen, quien, después de recibir una llamada telefónica de su madre (Joanna Cassidy) en relación con el confinamiento de Karen (Sarah Michell Gellar) esta en un hospital mental después de los acontecimientos de la película anterior, Aubrey viaja a Tokio para traer de regreso a Karen. Cuando ella es testigo de la horrible muerte de su hermana provocada por el fantasma de Kayako (Takako Fuji), desde ese momento Aubrey propuso encontrar la fuente de la maldición junto con un periodista llamado Eason (Edison Chen). Pero no lo logra ya que es asesinada de la misma forma que Kayako.
Una adolescente estadounidense que estudia en una Escuela Internacional Japonesa llamada Allison Fleming (Arielle Kebbel) también tiene que lidiar con un aterrador evento sobrenatural infligido por una broma de sus compañeras de clase. Mientras tanto, en Chicago, Jake Kimble (Matthew Knight) también está atrapado en la maldición que parece haberse extendido su edificio, más específico al apartamento 305, después de que Allison Fleming regrese allí con su familia. Y es asesinada por Kayako.
Al igual que su predecesor, la película fue un éxito de taquilla, ganando $ 70 millones en todo el mundo.

### The Grudge 3 (2009)
En Chicago, Jake Kimble, el único superviviente de The Grudge 2, es internado en una institución mental y su terapeuta Dra. Francine Sullivan (Shawnee Smith) no cree que sea perseguido por los malévolos fantasmas de Kayako (Aiko Horiuchi) y Toshio (Shimba Tsuchiya). Cuando Jake es asesinado en su celda con casi todos sus huesos rotos, la Dr. Sullivan decide investigar más con una mente abierta. Mientras tanto, Lisa (Johanna Braddy), la hermana del superintendente del edificio, Max (Gil McKinney), roba la llave del apartamento 305 para tener relaciones sexuales con su novio Andy (Beau Mirchoff). Cuando se da cuenta de que el apartamento es una escena del crimen, regresa inmediatamente a su apartamento, donde reside con Max y su hermana enferma Rose (Jadie Hobson). Mientras tanto, Naoko Kawamata (Emi Ikehata) viaja de Tokio a Chicago para detener la maldición de su hermana Kayako. Ella conoce a Lisa y le dice que ella necesita la suya y la ayuda de Rose para detener al espíritu de su hermana, pero Lisa se niega a participar. Cuando Max es poseído por el espíritu maligno de Takeo, Lisa decide reconsiderar la oferta de Naoko. 
A diferencia de las dos primeras películas, The Grudge 3 no recibió un estreno en todo el mundo. En México, la película recibió un lanzamiento limitado el 25 de junio de 2010 y un lanzamiento nacional en DVD el 6 de agosto. Las ventas reportadas de 2.271.177 unidades de DVD (aproximadamente $ 38.610.009 en ventas) recuperaron su presupuesto de $ 5.000.000, marcando otro exitoso lanzamiento en la franquicia.

### Grudge (2020)
Una secuela fue anunciada en agosto de 2011, con un lanzamiento fijado para 2013 o 2014. La película fue especulado para ser un reinicio de la serie, en lugar de una secuela directa. También se espera que introduzca un nuevo argumento, no el de la maldición de la familia Saeki que cubrió las películas anteriores, si no el de una nueva familia.
El 20 de marzo de 2014, se anunció oficialmente que un reinicio de la franquicia estaba en las obras, con Jeff Buhler establecido para escribir el guion. Buhler había declarado en una entrevista que el próximo reinicio no servirá como un remake de la película original, y se espera que introduzca "Nuevos personajes, nuevo fantasma, y una nueva mitología." También se informó de que el personaje de Kayako Saeki, que había sido un personaje central de los tres últimos tramos, probablemente estará ausente del reinicio. El 6 de julio de 2017, se anunció que Nicolas Pesce estaba a punto de reescribir, basado en el guion de Buhler, y dirigir el reinicio.
La película fue filmada en verano de 2018 y está planeada para un lanzamiento en cines el 3 de enero de 2020.

## Reparto y personajes
| Personaje             | Películas             | Películas             | Películas           | Películas            |
| Personaje             | The Grudge (2004)     | The Grudge 2 (2006)   | The Grudge 3 (2009) | Grudge (2020)        |
| --------------------- | --------------------- | --------------------- | ------------------- | -------------------- |
| Kayako Saeki          | Takako Fuji           | Takako Fuji           | Aiko Horiuchi       | Junko Bailey         |
| Toshio Saeki          | Yuya Ozeki            | Ohga Tanaka           | Shimba Tsuchiya     |                      |
| Takeo Saeki           | Takashi Matsuyama     | Takashi Matsuyama     |                     |                      |
| Karen Davis           | Sarah Michelle Gellar | Sarah Michelle Gellar |                     |                      |
| Aubrey Davis          |                       | Amber Tamblyn         |                     |                      |
| Lisa Morrison         |                       |                       | Johanna Braddy      |                      |
| Detective Muldoon     |                       |                       |                     | Andrea Riseborough   |
| Detective Goodman     |                       |                       |                     | Demián Bichir        |
| Maria Kirk            | Rosa Blasi            |                       |                     |                      |
| Igarashi              | Hiroshi Matsunaga     |                       |                     |                      |
| Suzuki                | Hajime Okayama        |                       |                     |                      |
| Mr. Fleming           |                       | Paul Jarret           |                     |                      |
| Mrs. Fleming          |                       | Gwen Lorenzetti       |                     |                      |
| Mrs. Davis            |                       | Joanna Cassidy        |                     |                      |
| Michael               |                       | Shaun Sipos           |                     |                      |
| Folklore Guy          |                       | Zen Kajihara          |                     |                      |
| Matthew Williams      | William Mapother      |                       |                     |                      |
| Jennifer Williams     | Clea DuVall           |                       |                     |                      |
| Emma Williams         | Grace Zabriskie       |                       |                     |                      |
| Detective Nakagawa    | Ryo Ishibashi         | Ryo Ishibashi         |                     |                      |
| Alex                  | Ted Raimi             |                       |                     |                      |
| Peter Kirk            | Bill Pullman          |                       |                     |                      |
| Susan Williams        | KaDee Strickland      |                       |                     |                      |
| Yoko                  | Yoko Maki             |                       |                     |                      |
| Doug                  | Jason Behr            |                       |                     |                      |
| Allison Fleming       |                       | Arielle Kebbel        |                     |                      |
| Lacey Kimble          |                       | Sarah Roemer          |                     |                      |
| Bill Kimble           |                       | Christopher Cousins   |                     |                      |
| Miyuki Nazawa         |                       | Misako Uno            |                     |                      |
| Nakagawa Kawamata     |                       | KIm Miyory            |                     |                      |
| Sr. Dale              |                       | Eve Gordon            |                     |                      |
| Trish Kimble          |                       | Jennifer Beals        |                     |                      |
| Sally                 |                       | Jenna Dewan Tatum     |                     |                      |
| Vanessa Cassidy       |                       | Teresa Palmer         |                     |                      |
| Eason Ito             |                       | Edison Chen           |                     |                      |
| Jake Kimble           |                       | Matthew Knight        | Matthew Knight      |                      |
| Dr. Francine Sullivan |                       |                       | Shawnee Smith       |                      |
| Andy                  |                       |                       | Beau Mirchoff       |                      |
| Gretchen              |                       |                       | Marina Sirtis       |                      |
| Max Morrison          |                       |                       | Gil McKinney        |                      |
| Rose Morrison         |                       |                       | Jadie Rose Hobson   |                      |
| Naoko Kawamata        |                       |                       | Emi Ikehata         |                      |
| Sr. Praski            |                       |                       | Michael McCoy       |                      |
| Daisuke               |                       |                       | Takatsuma Mukai     |                      |
| Renee                 |                       |                       | Laura Giosh         |                      |
| Brenda                |                       |                       | Mihaela Nankova     |                      |
| Peter Spencer         |                       |                       |                     | John Cho             |
| Nina Spencer          |                       |                       |                     | Betty Gilpin         |
| Lorna Moody           |                       |                       |                     | Jacki Weaver         |
| Faith Matheson        |                       |                       |                     | Lin Shaye            |
| William Matheson      |                       |                       |                     | Frankie Faison       |
| Detective Wilson      |                       |                       |                     | William Sadler       |
| Fiona Landers         |                       |                       |                     | Tara Westwood        |
| Sam Landers           |                       |                       |                     | David Lawrence Brown |
| Melinda Landers       |                       |                       |                     | Zoe Fish             |
| Burke Muldoon         |                       |                       |                     | John J. Hansen       |

## Cronología
Las películas se caracterizan por tener una cronología no lineal, es decir que los hechos no ocurren tal cual se muestran en las películas, ya que están desordenadas y hay saltos en el tiempo.

### 2001
- Takeo Saeki encuentra el diario de su esposa, Kayako, al revisarlo se da cuenta de que ella está enamorada de Peter Kirk, un profesor de la escuela de Toshio, el hijo de ambos. Kayako llega y ve a Takeo con su diario en la mano, enojado por lo que descubrió, Takeo golpea a Kayako, la arroja por las escaleras y la mata rompiéndole el cuello de una manera brutal. Takeo asesina a Toshio, ahogándolo en la bañera, pensando que no era su hijo. También ahoga a su gato, Mar.
- Takeo pone el cadáver de Kayako en el ático y el cuerpo de Toshio en el armario. Según el Director´s Cut de The Grudge, Takeo es ahorcado por el cabello de Kayako poco después.
- Un tiempo después, Peter Kirk va a visitar la casa de los Saeki y encuentra a Toshio pero no a sus padres. Luego de investigar la casa, encuentra el diario de Kayako donde descubre que ella estaba obsesionada con él y que detestaba a su esposa. Peter descubre el cadáver de Kayako y escapa de la casa.
- Al día siguiente, Peter se suicida lanzándose desde el balcón de su departamento.
- Se descubren los cuerpos de los Saeki en su residencia, el detective Nakagawa y varios de sus compañeros investigan lo que pasó. Tiempo después, los compañeros de Nakagawa desaparecen.

### 2004
- Fiona Landers llega a Japón por un traslado en su trabajo.
- Matthew Williams es ascendido en su empleo y tiene que mudarse a Tokio con su esposa Jennifer y su madre Emma. Su hermana, Susan, le ayuda a conseguir una casa, la residencia de los Saeki.
- Emma comienza a sentirse incómoda en la casa, un encuentro con el fantasma de Toshio la deja en mal estado.
- Matthew y Jennifer van a un centro de asistencia social debido a que la condición de Emma empeora y solicitan que alguien los ayude. Allí Alex, el gerente, les asigna a Fiona como ayudante.
- Fiona le pide a Yoko que le grabe un vídeo en el metro de Tokio para mandarlo a su esposo Sam y su hija Melinda, que viven en Pensilvania.
- Jennifer se siente perdida con la nueva vida en Japón, no conoce las calles ni habla el idioma. Matthew le dice que si la situación no mejora pedirá que lo trasladen de nuevo a los Estados Unidos.
- Luego de unos días, Fiona se empieza a sentir incómoda en la casa de los Saeki y renuncia al centro de asistencia social. Ella llama a Yoko y le dice que ha renunciado y ahora ella se debe hacer cargo de ayudar a los Williams. Mientras salía de la casa es sorprendida por el fantasma de Kayako.
- Yoko llega a la casa para ayudar a Emma. Mientras limpiaba su habitación escucha un ruido procedente del ático, cuando sube a investigar es asesinada por Kayako.
- Fiona llega a su hogar en 44 Reyburn Drive en la ciudad de Cross River. Allí lo esperan Sam y Melinda.
- Los Williams le reportan a Alex que Yoko no se ha presentado a trabajar y luego de que él no pudiera localizarla decide asignarle a la familia otra empleada, Karen Davis.
- Karen le dice a Doug, su novio, que va a tener un nuevo trabajo ayudando a cuidar a una señora mayor.
- Jennifer es perseguida por el fantasma de Toshio, luego de ser engañada es atrapada por este.
- Matthew regresa de trabajar y encuentra a Jennifer en estado catatónico. Toshio aparece y asusta a Matthew, Jennifer muere y luego Toshio ataca a Matthew saliendo del armario.
- Susan llega a la casa para cenar con su hermano pero lo encuentra completamente perturbado, Matthew echa a Susan de la casa y lleva el cuerpo de Jennifer al ático. En el Director´s Cut se revela que Kayako asesina a Mattew.
- Fiona es poseída por la maldición y ahoga en la bañera a Melinda, Sam le recrimina lo que hizo pero Fiona lo mata tirándolo por las escaleras. Luego Fiona se suicida cortándose la garganta con unas tijeras.
- Karen llega a la casa para ayudar a ordenarla y solo encuentra a Emma en un estado deplorable. Mientras limpia se encuentra con Toshio en estado humano.
- Susan llama a la casa para hablar con Matthew pero nadie le responde.
- Karen le pregunta a Emma quién era el niño que vio. Kayako aparece delante de ellas, mata a Emma y Karen se desmaya.
- El agente inmobiliario, Peter Spencer, y su esposa, Nina, descubren que el hijo que están esperando tiene altas probabilidades de nacer con adrenoleucodistrofia y esto les afecta mucho. Luego de ver al médico, Peter va a 44 Reyburn Drive para hablar con los Landers pero no lo encuentra.
- Susan es perseguida por Kayako en su trabajo, al llegar a su departamento se encuentra con que Matthew fue a verla, pero resulta ser un engaño de Kayako. Susan es asesinada por Kayako luego de que esta emerja de las sábanas de su cama.
- Peter Spencer vuelve a ir a la casa de los Landers y se encuentra con el fantasma de Melinda pero no se da cuenta de nada raro. Peter se queda acompañando a Melinda hasta que sus padres vuelvan y se queda dormido en la casa.
- Nina llama a Peter para preguntarle sobre como están las cosas. Melinda desaparece y cuando Peter va a buscarla la encuentra ahogada en la bañera. El fantasma de Fiona aparece y ataca a Peter.
- Peter vuelve a su hogar y asesina a Nina, apuñalándola varias veces. Luego se suicida ahogándose en la bañera.
- Alex va a la casa a inspeccionar, al llegar encuentra a Karen desmayada y a Emma muerta por lo que llama a la policía. El detective Nakagawa llega y descubre los cadáveres de Matthew y Jennifer en el ático, así como una mandíbula que pertenece a Yoko.
- En Estados Unidos, se descubren los asesinatos de los Landers y los Spencer. Los detectives Goodman y Wilson son llamados para investigar el caso, Wilson entra en la casa de los Landers pero Goodman decide no hacerlo.
- Nakagawa interroga a Alex y Karen sobre lo que pasó. Karen dice haber visto a Toshio y Nakagawa le dice que murió hace años.
- Wilson comienza a ser perseguido por los fantasmas de los Landers y se obsesiona con el caso, mientras se abre una investigación sobre la muerte de esa familia junto al FBI.
- Karen también es perseguida por Kayako y Toshio y se pone a investigar que es lo que está pasando.
- Wilson se comunica con Nakagawa y este le comenta que varias familias que habitaron la casa de los Saeki experimentaron muertes o desapariciones de sus miembros, así como también los Williams recientemente. Nakagawa cree que el asesinato de los Saeki provocó un Ju-on, una especie de maldición que mata a todo aquel que tiene contacto con ella.
- Karen encuentra a la esposa de Peter Kirk y descubre que Kayako estaba obsesionada con él, lo que terminaría provocando que Takeo la asesine dando origen a la maldición.
- Goodman se preocupa por el estado de Wilson y trata de ayudarlo a que deje el caso. Wilson le comenta que la muerte de los Saeki y los Landers están relacionados ya que Fiona trabajó en la casa Saeki por lo que pudo traer la maldición a Estados Unidos y eso la llevó a asesinar a su familia.
- El periodista chino Eason Ito entrevista al detective Nakagawa por los asesinatos del domicilio Saeki, durante la entrevista Kayako acosa a Nakagawa pero Eason no lo nota.
- Karen encuentra a Nakagawa y este le dice que es probable que estén siendo víctimas de un Ju-on y que deben prepararse para lo inevitable.
- Alex es perseguido por Toshio. En el centro de asistencia social, el fantasma de Yoko se le aparece y lo mata.
- Karen regresa a su casa y encuentra una grabación de Doug en la que le dice que Alex y Yoko fueron encontrados muertos. Doug va a buscar a Karen a la casa Saeki.
- Nakagawa pretende incendiar la casa pero es engañado por Toshio, el fantasma de Takeo lo ahoga en la bañera.
- Doug llega a la casa y trata de llamar a Karen desde el teléfono.
- Karen llega a la casa y experimenta una visión de cuando Peter Kirk entró al lugar para averiguar qué pasó con Toshio.
- Al volver en sí, Karen encuentra a un Doug malherido y a Kayako arrastrándose hacia ellos. Kayako asesina a Doug y Karen prende un encendedor cerca de los botes de gasolina que llevó Nakagawa, incendiando la casa.
- Eason pasa por la residencia y encuentra la casa en llamas por lo que llama a los bomberos. Eason entra y encuentra a Karen y el cuerpo de Doug, pero saca a la primera.
- El incendio es apagado, Karen es llevada al hospital y se declara que la casa Saeki queda inhabilitada para su venta.
- Wilson empieza a grabar cada descubrimiento que hace sobre el caso de los Landers pero Goodman no le cree.
- Karen reconoce el cuerpo de Doug y luego se da cuenta de que Kayako la está mirando, dando a entender que la maldición no ha terminado.
- Aubrey Davis, la hermana de Karen, es obligada por su madre a que vaya a recoger a su hermana a Tokio a pesar de la mala relación que tienen.
- En el hospital, Aubrey conoce a Eason que le dice que rescató a su hermana del incendio y quiere entrevistarla y escribir sobre ella.
- Aubrey ve a Karen quién está desequilibrada y le pide que la ayude. Los médicos tratan de calmarla pero Karen huye al ver que Kayako quiere matarla.
- Kayako mata a Karen arrojándola del techo del hospital, Eason ve a Kayako abrazada al cuerpo de Karen.

## Cambios
- Uno de los cambios más visto es el del personaje principal en este caso el de Sarah Michelle Gellar quien interpretó a Karen Davis hasta el inicio de la segunda película, de ahí en adelante es protagonizada por Amber Tamblyn, y en la tercera película por Johanna Braddy.
- El personaje de Kayako Saeki fue originalmente interpretado por Takako Fuji hasta la segunda saga The Grudge 2, en The Grudge 3 la encargada de interpretar a Kayako es Aiko Horiuchi debido a que Fuji se negó nuevamente a interpretar al personaje ya que lo había hecho más de una vez en la saga Ju On esto pasó también con el personaje de Toshio pues en cada película fue interpretado por un niño japonés diferente.
- The Grudge 3 no fue dirigida por Takashi Shimizu si no por Toby Wilkins.
- Takako Fuji reveló en una entrevista que se había cansado por completo de interpretar a Kayako ya que se había encargado de hacer el personaje durante muchos años.
- En la próxima saga, "Grudge" (2019) el nuevo personaje protagónico ya no será Kayako Saeki sino que contará con un nuevo reparto, nuevos personajes y una nueva historia aunque seguirá el mismo estilo y esencia (la casa maldita, los fantasmas, etc) de la saga. Esta cuarta entrega está prevista para estrenarse en enero de 2020.

## Producción
| Año  | Título                | Director        | Escritor                   | Productor(es)                              |
| ---- | --------------------- | --------------- | -------------------------- | ------------------------------------------ |
| 2004 | The Grudge            | Takashi Shimizu | Stephen Susco              | Sam Raimi                                  |
| 2006 | Tales from The Grudge | Toby Wilkins    | Ben Ketai                  |                                            |
| 2006 | The Grudge 2          | Takashi Shimizu | Stephen Susco              | Sam Raimi                                  |
| 2009 | The Grudge 3          | Toby Wilkins    | Brad Keene                 | Sam Raimi, Takashi Shimizu                 |
| 2020 | Grudge                | Nicolas Pesce   | Nicolas Pesce, Jeff Buhler | Sam Raimi, Robert Tapert, Takashige Ichise |

     «Cortometrajes»      «directamente para DVD»

## Familia Saeki - Intérpretes
| Año  | Película              | Personaje     | Personaje       | Personaje         |
| Año  | Película              | Kayako        | Toshio          | Takeo             |
| ---- | --------------------- | ------------- | --------------- | ----------------- |
| 2004 | The Grudge            | Takako Fuji   | Yūya Ozeki      | Takashi Matsuyama |
| 2006 | Tales from The Grudge | Anna Moon     |                 |                   |
| 2006 | The Grudge 2          | Takako Fuji   | Ōga Tanaka      | Takashi Matsuyama |
| 2009 | The Grudge 3          | Aiko Horiuchi | Shimba Tsuchiya |                   |
| 2020 | The Grudge            | Junko Bailey  |                 |                   |

1. ↑  En The Grudge 2 aparecen flashbacks de The Grudge en los que Toshio era interpretado por Yuya Ozeki; Kayako en su niñez es interpretada por Kyoka Takizawa.
2. ↑  En la secuencia de apertura de The Grudge 3 aparecen flashbacks de The Grudge y The Grudge 2 en los que puede verse a Kayako, Takeo, y Toshio interpretados por sus correspondientes actores.

## Literatura
La editorial japonesa Kadokawa Shoten publicó varias adaptaciones con soporte en papel de la saga The Grudge.

### Novelas
En 2005 se adaptó la película The Grudge, y en 2007 se hizo lo propio con The Grudge 2. Ambas fueron escritas por Kei Oishi.

### Cómics
En 2005 el ilustrador Meimu adaptó a manga la película The Grudge.

## Recepción
| Película     | Rotten Tomatoes   | Rotten Tomatoes      | Rotten Tomatoes     | Metacritic      | CinemaScore | IMDb                | FilmAffinity       |
| Película     | Crítica           | Críticos importantes | Audiencia           | Metacritic      | CinemaScore | IMDb                | FilmAffinity       |
| ------------ | ----------------- | -------------------- | ------------------- | --------------- | ----------- | ------------------- | ------------------ |
| The Grudge   | 40% (162 reseñas) | 33% (40 reseñas)     | 46% (250 000 votos) | 49 (32 reseñas) | B-          | 5.9 (146 135 votos) | 5.2 (10 786 votos) |
| The Grudge 2 | 12% (77 reseñas)  | 7% (27 reseñas)      | 40% (250 000 votos) | 33 (16 reseñas) | C-          | 5.0 (49 947 votos)  | 4.5 (4 189 votos)  |
| The Grudge 3 | 25% (4 reseñas)   |                      | 27% (50 000 votos)  |                 |             | 4.6 (18 873 votos)  | 4.0 (1 359 votos)  |
| The Grudge   | 20% (129 reseñas) | 24% (29 reseñas)     | 21% (5 000 votos)   | 41 (28 reseñas) | F           | 4.4 (26 851 votos)  | 4.1 (2 734 votos)  |
| Promedio     | 24%               | 21%                  | 34%                 | 41              | C-          | 5.0                 | 4.5                |